# 栄橋 (坂出市)
栄橋（さかえばし）は、香川県坂出市入船町の日清製粉坂出工場正門前運河に架設された跳上橋である。可動橋の第一人者である山本卯太郎の設計である。

## 概要
1928年（昭和3年）の竣工で、道路橋の跳上橋。新たな技術を使った橋梁である。この橋の竣工にあたって、坂出町長の島田恭平から山本卯太郎に感謝状が贈られ、竣工式典や渡行式が盛大に行われた。1961年（昭和36年） に、運河が埋め立てられたことに伴い、撤去された。

### 鋼索型跳上橋
山本卯太郎は名古屋高等工業学校（現：名古屋工業大学）などで学び、1928年（昭和3年）12月の論説報告で、栄橋の設計・施工方法などを通じて独自の考案を発表。
論説報告は難解な内容で、しかも独創的な着想に基づいて説述している。当時、その内容の意味する本質について、理解が進まない者もいた。
鋼索型跳上橋の技術的なことに関しては、1930年（昭和5年）に竣工した福島新橋についての文献にも記載がある。

### 栄橋と末広橋梁
栄橋竣工から3年半後、山本卯太郎は前出の論説報告で述べた理論を用いて、1931年（昭和6年）12月に末広橋梁を竣工させた。このことについて、『土木建築工事画報』の記事で、次のように記されている。
跳上機械設備は特種の経済装置を使用す。
鉄道橋としての鋼索型跳上橋は新記録なり。
支間長 9.7 メートルで小型な栄橋は、鉄道橋の末広橋梁と同じ考案を基に製作された橋梁である。この末広橋梁は、可動橋として初の重要文化財に指定された。

## 諸元
- 支間長: 9.7 メートル（32尺）
- 幅員: 3.6 メートル（12尺）
- 竣工: 1928年（昭和3年）7月
- 設計製作: 山本工務所（山本卯太郎）